# Hydrobryum puncticulatum
Hydrobryum puncticulatum là một loài thực vật có hoa trong họ Podostemaceae. Loài này được (Koidz.) M.Kato mô tả khoa học đầu tiên năm 2008.